# Meriones dahli
Mérione de Dahl
Espèce
Statut de conservation UICN

 EN B1ab(iii) : En danger
Meriones dahli, la Mérione de Dahl, est une espèce de rongeurs de la famille des Muridae. Cette gerbille est considérée comme en danger de disparition par l'Union internationale pour la conservation de la nature.

## Répartition
Ce rongeur se rencontre en Arménie, en Azerbaïdjan et en Turquie.

## Systématique
L'espèce Meriones dahli a été décrite en 1962 par le mammalogiste russo-soviétique Mikhaïl Vikentievich Shidlovsky (d) (1892-1975).
Mammal Species of the World classe cette espèce dans le sous-genre Pallasiomys sous le taxon Meriones (Pallasiomys) dahli.
Ce taxon porte en français le nom vernaculaire ou normalisé suivant : Mérione de Dahl.

### Étymologie
Son nom spécifique, dahli, lui a été donné en l'honneur de Knut Dahl (en) (1871-1951) naturaliste norvégien qui, en Australie, collecta de 1894 à 1896 des spécimens pour le muséum d'Oslo.

### Publication originale
- (ru) M. B. Shidlovsky, [Identification of rodents of Transcaucasia], Tbilissi, Académie des sciences de Géorgie, 1962, 195 p.